# Опарипси
Опа́рипси — село в Україні, у Радивилівській міській громаді Дубенського району Рівненської області. Населення становить 799 осіб. До 2020 року належало до Бугаївської сільської ради. З 2020 року село приєднано до Радивилівської міської громади.

## Історія
Уперше згадане в опису Луцького окружного замку за 1545 рік — там у числі городень (маєтків) значиться й городня Олександра з «Опаріпес» Коритенського, а також городня Андрія Русиновича і брата його з Опаріпес і з Немирова. Легенда пояснює досить незвичну назву села так: воно було придбане у власність за пару добрих псів. На думку історика Д.Чобота, в основі назви — фракійсько-дакійське слово «пара» у значенні «брід». Оскільки після підкорення Волині та Подністров'я готські племена заволоділи Фракією та Дакією (нині територія Румунії), у походах завойовників брали участь і тамтешні поневолені народи, вони й могли занести на наші землі свої назви. На карті Боплана за 1648рік ріка Стир названа Опарипсою.
Опарипси розташовані при річці Слонівці, хоча в минулому столітті волинський краєзнавець М. Теодорович записав: «…при речке Лоновке». Належали тоді до Радивилівської волості Кременецького повіту.
З 1795 року село опинилося майже при самому кордоні Російської імперії. Поблизу діяв митний пост, проходила лінія нагляду прикордонної варти. І все ж це не могло зашкодити нелегальному переходові кордону, контрабанді. Окремі сільчани підзаробляли тим, що виконували роль провідників. У 1805 p. через Опарипси йшли в Європу російські війська під командуванням сумнозвісного Михайла Кутузова.
7 (20) листопада 1917 року, відповідно до Третього Універсалу Української Центральної Ради, увійшло до складу Української Народної Республіки.
12 червня 2020 року, відповідно до розпорядження Кабінету Міністрів України № 722-р від «Про визначення адміністративних центрів та затвердження територій територіальних громад Рівненської області», увійшло до складу Радивилівської міської громади Радивилівського району.
19 липня 2020 року, в результаті адміністративно-територіальної реформи та ліквідації Радивилівського району, село увійшло до складу Дубенського району.

## Населення

### Мова
Розподіл населення за рідною мовою за даними перепису 2001 року:
| Мова       | Кількість | Відсоток |
| ---------- | --------- | -------- |
| українська | 793       | 99.25%   |
| російська  | 6         | 0.75%    |
| Усього     | 799       | 100%     |

## Документи
Зберігся цікавий для нас документ від 10 січня 1611 року — скарга київського гродського судді Михайла Сили-Новицького до Житомирського замкового уряду про вбивство урядника Петра Новицького підданими княгині Софії Ружинської в орендованому нею маєтку — селі Опарипсах Кременецького повіту та свідчення про це возного Яна Вишинського. Дізнаємося, що був той Петро Новицький з повіту Мстиславського. Приїхав в Опарипси опівдні 30 грудня попереднього, 1610 року. Але селяни вчинили бунт, почали бити урядника, а хлоп того ж села Іван Космач убив його. Як покарали бунтарів, не знаємо. Але відомо: за легке поранення шляхтича селянинові — за чинним тоді Литовським Статутом — відрубували руку, а за важке — страчували.
Певне уявлення про село дає і скарга солдатки Анастасії Зайцевої від 17 вересня 1845 p., яка збереглася в Центральному державному архіві України (ф. 442, оп. 452, с. 85). Жила жінка в Опарипсах, що належали тоді генеральші Турно. Чоловік Анастасії служив каноніром (солдатом артилерії) у Радивилівському військовому загоні. Жінка скаржиться у військове міністерство (звідти лист переслали київському генерал-губернатору Д. Бібікову) на те, що перебуває в щонайбіднішому становищі. Так само живуть родичі, зокрема, сестра Текля Гаврилюк, удова. Доводиться відбувати дуже обтяжливу панщину і різні повинності, стягують подушне, рекрутське та інші платежі, із кожної душі більше чотирьох карбованців сріблом щорічно.

«Ганяють щоденно з різками заказні на панщину, — говориться в скарзі, — на відбування шарварків — по 12 днів; майже без ліку щодня стягують ще, окрім згаданих платежів, на сотських, десятських, подорожчину, а також обтяжують виробленням різного прядива (як-от конопель, льону), та ще по одному корцю проса».

Як бачимо, у ті часи в тутешніх місцях вирощували льон, коноплі. Коли за Анастасію спробував заступитися її чоловік, поміщики Твардовський та Гашинський хотіли його закувати в кайдани і заслати в Санкт-Петербург, а жінку відправити на поселення.
Для кращого розуміння змісту скарги варто зазначити, що шарварки являли собою додаткову до панщини повинність щодо будівництва й ремонту мостів, шляхів, панських будинків тощо. Десятські й сотські були виборними посадовими особами із селян для виконання поліцейських та різних громадських обов'язків. Корець проса — це 100 кілограмів. Для малоземельного селянина — чимало..

## Відомі люди
- Євген Максимович Боровий (1925–2004) — доктор медичних наук, заслужений лікар України, завідувач відділення хірургії Рівненської обласної клінічної лікарні.
- Віктор Петрович Гонтар (1905–1987) — заслужений діяч мистецтв України, директор театрів Російської драми і Київської опери.
- Боровий Максим Михайлович — офіцер царської армії, полковник війська Української Народної Республіки.
- Мельничук Тарас Русланович (1991–2018) — артист театру і кіно.